# Lijst van rijksmonumenten in Hellevoetsluis
De plaats Hellevoetsluis telt 49 inschrijvingen in het rijksmonumentenregister.
| Object | Oorspronkelijke functie?  | Bouwjaar                                | Architect    | Locatie                           | Coördinaten?                 | Nr.?   | Afbeelding                     |
| --- | ------------------------- | --------------------------------------- | ------------ | --------------------------------- | ---------------------------- | ------ | ------------------------------ |
| vm Machinistenschool | Onderwijs en wetenschap   | derde kwart 19e eeuw                    |              | Industriehaven 1                  | 51° 49' 26" NB, 4° 7' 46" OL | 21408  | Meer afbeeldingen              |
| Nationaal Brandweermuseum | Nijverheid                | derde kwart 19e eeuw                    |              | Industriehaven 8                  | 51° 49' 26" NB, 4° 7' 46" OL | 21409  | Meer afbeeldingen              |
| De Hoop | Industrie- en poldermolen | 1801                                    |              | Molenstraat 23by43                | 51° 49' 28" NB, 4° 7' 39" OL | 21410  | Meer afbeeldingen              |
| Voormalig Marinehospitaal | Appartementengebouw       | eind 17e eeuw                           |              | Oostkade 8                        | 51° 49' 18" NB, 4° 7' 44" OL | 21411  | Meer afbeeldingen              |
| Voormalige Admiraalswoning | Dienstwoning              | 18e eeuw                                |              | Oostkade 16                       | 51° 49' 18" NB, 4° 7' 44" OL | 21412  | Meer afbeeldingen              |
| Gepleisterd herenhuis met verdieping en schilddak. Deuromlijsting met hoofdgestel en lantaarn. Houten kroonlijst. Zeven stoeppalen met ijzeren stoephekken                       | Woonhuis                  | eerste helft 19e eeuw                   |              | Oostzanddijk 1                    | 51° 49' 26" NB, 4° 7' 45" OL | 21413  | Meer afbeeldingen              |
| Nederlands Hervormde Kerk | Kerk en kerkonderdeel     | 1661                                    |              | Oostzanddijk 18                   | 51° 49' 23" NB, 4° 7' 47" OL | 21414  | Meer afbeeldingen              |
| Waag | Handel en kantoor         | midden 17e eeuw (bouw) 1963 (rest.)     |              | Oostzanddijk 20                   | 51° 49' 24" NB, 4° 7' 47" OL | 21415  | Meer afbeeldingen              |
| Admiraliteitsgebouw | Bestuursgebouw en onderdl | midden 17e eeuw (bouw) ca. 1965 (rest.) |              | Oostzanddijk 22                   | 51° 49' 25" NB, 4° 7' 47" OL | 21416  | Meer afbeeldingen              |
| Magazijnen. Links van het Admiraliteitsgebouw de geweer- en werkmagazijnen, onder pannen schilddaken                                                                             | Militaire opslagplaats    | 17e eeuw                                |              | Oostzanddijk 24                   | 51° 49' 25" NB, 4° 7' 47" OL | 21417  | Meer afbeeldingen              |
| In rustica-trant gepleisterd huis zonder verdieping met houten kroonlijst en schilddak met dakkapellen. Vensters met zesruitsschuiframen. Tuinmuur met ezelsrug-afdekking rechts | Woonhuis                  | midden 19e eeuw                         |              | Oostzanddijk 34                   | 51° 49' 27" NB, 4° 7' 48" OL | 21420  | Meer afbeeldingen              |
| Wachtgebouw | Militair wachtgebouw      | begin 19e eeuw                          |              | Opzoomerlaan 126                  | 51° 49' 43" NB, 4° 7' 52" OL | 21421  | Meer afbeeldingen              |
| Vuurtoren van Hellevoetsluis | Kust- en oevermarkering   | 1822                                    | J. Valk      | Westkade 1                        | 51° 49' 11" NB, 4° 7' 40" OL | 21422  | Meer afbeeldingen              |
| Het grote dok | Waterweg, werf en haven   |                                         |              | Industriehaven                    | 51° 49' 26" NB, 4° 7' 46" OL | 21423  | Het grote dok                  |
| Droogdok Jan Blanken | Waterweg, werf en haven   | 1798 - 1822                             | Jan Blanken  | Industriehaven 50                 | 51° 49' 45" NB, 4° 7' 42" OL | 21424  | Meer afbeeldingen              |
| Revolutiebolwerk | Fort, vesting en -onderdl |                                         |              | Ridderschaps/Revolutiebolwerk     | 51° 49' 43" NB, 4° 7' 54" OL | 21425  | Revolutiebolwerk               |
| Unie Bolwerk | Fort, vesting en -onderdl |                                         |              | Unie Bolwerk                      | 51° 49' 35" NB, 4° 7' 58" OL | 21426  | Unie Bolwerk                   |
| Rotterdams Bolwerk | Fort, vesting en -onderdl |                                         |              | Rotterdams Bolwerk                | 51° 49' 24" NB, 4° 7' 54" OL | 21427  | Rotterdams Bolwerk             |
| Bastion VIII | Fort, vesting en -onderdl |                                         |              | Bastion VIII                      | 51° 49' 16" NB, 4° 7' 47" OL | 21428  | Bastion VIII                   |
| Bastion Haerlem | Fort, vesting en -onderdl | begin 19e eeuw                          |              | Bastion Haerlem                   | 51° 49' 23" NB, 4° 7' 36" OL | 21429  | Bastion Haerlem                |
| Coninckx Bolwerk (Bastion III) | Fort, vesting en -onderdl |                                         |              | Bastion III                       | 51° 49' 36" NB, 4° 7' 36" OL | 21430  | Coninckx Bolwerk (Bastion III) |
| Hollands Bolwerk (bastion IV) | Fort, vesting en -onderdl | 1802-1804 (droogdok)                    |              | Bastion IV                        | 51° 49' 45" NB, 4° 7' 43" OL | 21431  | Hollands Bolwerk (bastion IV)  |
| Vestinggracht | Gracht                    |                                         |              | Vestinggracht                     | 51° 49' 33" NB, 4° 7' 35" OL | 21432  | Vestinggracht                  |
| Brielse Poort | Fort, vesting en -onderdl |                                         |              | Brielse Poort                     | 51° 49' 38" NB, 4° 7' 33" OL | 21433  | Meer afbeeldingen              |
| Fort Noorddijk | Fort, vesting en -onderdl | 1884                                    |              | Fort op de Noorddijk Nieuwenhoorn | 51° 51' 10" NB, 4° 8' 7" OL  | 21434  | Fort Noorddijk                 |
| Het fort "Penserdijk". Dit fort behoort ten dele tot de voormalige gemeente Oostvoorne en ten dele tot de gemeente Hellevoetsluis. Zijn tweede Nr:38893                          | Fort, vesting en -onderdl | 1885                                    |              | Fort op Peltserdijk Tinte         | 51° 52' 53" NB, 4° 9' 23" OL | 21435  | Meer afbeeldingen              |
| Nederlands Hervormde Kerk en inventaris | Kerk en kerkonderdeel     | 16e eeuw en later                       |              | Ring 1 (Nieuw-Helvoet)            | 51° 50' 17" NB, 4° 7' 23" OL | 21440  | Meer afbeeldingen              |
| Pastorie | Dienstwoning              | midden 19e eeuw                         |              | Smitsweg 49 (Nieuw-Helvoet)       | 51° 50' 19" NB, 4° 7' 25" OL | 21441  | Meer afbeeldingen              |
| Quacksche Stee | Boerderij                 | eerste helft 19e eeuw                   |              | Tussenweg 4 (Nieuw-Helvoet)       | 51° 50' 42" NB, 4° 5' 49" OL | 21442  | Meer afbeeldingen              |
| Front I-II | Fort, vesting en -onderdl |                                         |              | Molenstraat bij 2                 | 51° 49' 22" NB, 4° 7' 35" OL | 344574 | Front I-II                     |
| Courtine II-III | Omwalling                 |                                         |              | Molenstraat bij 2                 | 51° 49' 27" NB, 4° 7' 36" OL | 344575 | Courtine II-III                |
| Bastion III | Fort, vesting en -onderdl |                                         |              | Molenstraat bij 2                 | 51° 49' 36" NB, 4° 7' 36" OL | 344576 | Meer afbeeldingen              |
| Courtine III-IV | Omwalling                 |                                         |              | Molenstraat bij 2                 | 51° 49' 38" NB, 4° 7' 33" OL | 344577 | Courtine III-IV                |
| Bastion IV | Fort, vesting en -onderdl |                                         |              | Opzoomerlaan bij 126              | 51° 49' 45" NB, 4° 7' 43" OL | 344578 | Bastion IV                     |
| Courtine IV-V met wachthuis | Omwalling                 | 1823 (wachthuis)                        |              | Opzoomerlaan bij 126              | 51° 49' 43" NB, 4° 7' 52" OL | 344579 | Meer afbeeldingen              |
| Bastion V met kruithuis | Fort, vesting en -onderdl | 1772 (kruithuis)                        |              | Opzoomerlaan bij 126              | 51° 49' 43" NB, 4° 7' 55" OL | 344580 | Meer afbeeldingen              |
| Courtine V-VI | Omwalling                 |                                         |              | Opzoomerlaan bij 126              | 51° 49' 33" NB, 4° 7' 56" OL | 344581 | Courtine V-VI                  |
| Bastion VI met wachthuis | Fort, vesting en -onderdl |                                         |              | Opzoomerlaan bij 126              | 51° 49' 34" NB, 4° 7' 58" OL | 344582 | Bastion VI met wachthuis       |
| Courtine VI-VII | Omwalling                 |                                         |              | Gallasplein bij 1                 | 51° 49' 33" NB, 4° 7' 56" OL | 344583 | Courtine VI-VII                |
| Bastion VII met oostbeer | Fort, vesting en -onderdl |                                         |              | Gallasplein bij 1                 | 51° 49' 25" NB, 4° 7' 53" OL | 344584 | Meer afbeeldingen              |
| Bastion VIII | Fort, vesting en -onderdl | 1696                                    |              | Oostkade bij 2                    | 51° 49' 16" NB, 4° 7' 47" OL | 344585 | Meer afbeeldingen              |
| Gedekte weg | Omwalling                 |                                         |              | Bij nieuwe Zeedijk                | 51° 49' 24" NB, 4° 7' 30" OL | 344586 | Gedekte weg                    |
| Sint-Antonius van Paduakerk | Kerk en kerkonderdeel     | 1890-1891                               | Evert Margry | Opzoomerlaan 110                  | 51° 49' 37" NB, 4° 7' 54" OL | 520810 | Meer afbeeldingen              |
| Pastorie | Kerkelijke dienstwoning   | 1890                                    | E.J. Margry  | Opzoomerlaan bij 110              | 51° 49' 37" NB, 4° 7' 54" OL | 520811 | Meer afbeeldingen              |
| Loods | Opslag                    | 1865-1870                               |              | Opzoomerlaan bij 126              | 51° 49' 43" NB, 4° 7' 55" OL | 520813 | Loods                          |
| Hek | Erfscheiding              | 1865-1870                               |              | Opzoomerlaan bij 126              | 51° 49' 44" NB, 4° 7' 56" OL | 520814 | Hek                            |
| Affuitloods | Militaire opslagplaats    | 1866                                    |              | Opzoomerlaan 113                  | 51° 49' 39" NB, 4° 7' 52" OL | 520815 | Meer afbeeldingen              |
| Verkeersbrug | Brug                      | 1881                                    |              | Oostzanddijk                      | 51° 49' 22" NB, 4° 7' 43" OL | 520816 | Meer afbeeldingen              |
| Poort en muur | Erfscheiding              | ca. 1880                                |              | Oostzanddijk bij 3                | 51° 49' 34" NB, 4° 7' 42" OL | 520817 | Poort en muur                  |